# Сумароково (Монастырщинский район)
Сумароково — деревня в Монастырщинском районе Смоленской области России. Входит в состав Соболевского сельского поселения. Население — 9 жителей (2007 год). 
Расположена в западной части области в 14 км к северо-востоку от Монастырщины, в 25 км западнее автодороги А141 Орёл — Витебск. В 32 км восточнее деревни расположена железнодорожная станция Грудинино на линии Смоленск — Рославль. 

## История
В годы Великой Отечественной войны деревня была оккупирована гитлеровскими войсками в июле 1941 года, освобождена в сентябре 1943 года.